# Unsainted
"Unsainted" är en låt av den amerikanska gruppen Slipknot. Den släpptes i maj 2019 som den första singeln från albumet We Are Not Your Kind. Angel City Chorale medverkar på låten. "Unsainted" nådde andra plats på UK Rock & Metal Singles and Albums Charts.